# TOPS-20
TOPS-20 is een timesharing-besturingssysteem voor de 36-bit computerfamilie van Digital Equipment Corporation, dat kan worden gebruikt op de nieuwere KL10- en KS10-processors van de PDP-10. De combinatie van PDP-10 en TOPS-20 werd geïntroduceerd in 1976 als DECSYSTEM-20 en bleef beschikbaar tot de stopzetting van de volledige 36-bits productlijn in 1983.

## Geschiedenis
TOPS-20 was geen eigen ontwikkeling van DEC maar was gebaseerd op TENEX (TEN EXtended), een systeem dat door het bedrijf Bolt, Beranek and Newman (BBN) gemaakt was voor de oudere PDP-10 CPU's. TENEX ondersteunde vanaf het begin virtueel geheugenbeheer met zelfontwikkelde paging-hardware van BBN. TENEX werd al lange tijd op veel universiteiten in de VS gebruikt in plaats van TOPS-10. BBN heeft lange tijd vruchteloos geprobeerd om zowel TENEX als de zelfontwikkelde hardwaretoevoegingen in de DEC-productlijn te laten opnemen.
Toen DEC begon met de ontwikkeling van de nieuwe KI10-processor voor de PDP-10 bleek dat het populaire TENEX niet zou werken op de nieuwe snellere processor. Daarom verwierf DEC in 1973 de rechten op TENEX en startte een project om het te porteren naar de nieuwe processor. Uiteindelijk bleef er heel weinig over van de originele TENEX-code en gaf DEC het resulterende besturingssysteem de naam TOPS-20. Informeel is het systeem ook gekend als TWENEX (Twenty TENEX).
Met de KL10-processor, de volgende generatie PDP-10 CPU die in 1974 geïntroduceerd werd, had DEC paging-hardware toegevoegd die voldeed aan alle vereisten die TENEX nodig had voor zijn virtueel geheugenbeheer. Maar deze nieuwe machine kwam aanvankelijk met TOPS-10 op de markt. Pas in januari 1976 werd er een systeem met TOPS-20 aangeboden, zonder dat officieel bekend werd gemaakt dat het een doorontwikkeling betrof van TENEX  en niet van TOPS-10. Beide besturingssystemen werden tot in de jaren tachtig in parallel verder ontwikkeld.

## Kenmerken
Op het moment van zijn introductie had TOPS-20 functies die jaren later slechts gedeeltelijk in andere besturingssystemen werden gerealiseerd:
- virtueel geheugenbeheer met demand paging
- directory- en bestandsnamen van maximaal 39 tekens
- versienummers voor bestanden
- automatische aanvulling van opdrachten[1]
- command-line-interface die draait in een normaal gebruikersproces

### Commando's
De volgende lijst van commando's wordt ondersteund door TOPS-20:
- ACCESS
- ADVISE
- APPEND
- ARCHIVE
- ASSIGN
- ATTACH
- BACKSPACE
- BLANK
- BREAK
- BUILD
- CANCEL
- CLOSE
- COMPILE
- CONNECT
- CONTINUE
- COPY
- CREATE
- CREF
- CSAVE
- DAYTIME
- DDT
- DEASSIGN
- DEBUG
- DEFINE
- DELETE
- DEPOSIT
- DETACH
- DIRECTORY
- DISABLE
- DISCARD
- DISMOUNT
- EDIT
- ENABLE
- END-ACCESS
- EOF
- ERUN
- EXAMINE
- EXECUTE
- EXPUNGE
- FDIRECTORY
- FORK
- FREEZE
- GET
- HELP
- INFORMATION
- KEEP
- LOAD
- LOGIN
- LOGOUT
- MERGE
- MODIFY
- MOUNT
- PERUSE
- PLOT
- POP
- PRINT
- PUNCH
- PUSH
- R
- RECEIVE
- REENTER
- REFUSE
- REMARK
- RENAME
- RESET
- RETRIEVE
- REWIND
- RUN
- SAVE
- SEND
- SET
- SET HOST
- SKIP
- START
- SUBMIT
- SYSTAT
- TAKE
- TALK
- TDIRECTORY
- TERMINAL
- TRANSLATE
- TYPE
- UNATTACH
- UNDELETE
- UNKEEP
- UNLOAD
- VDIRECTORY

## Belangrijkste markten
De 36-bits computerfamilie van DEC werd aanvankelijk voornamelijk gebruikt door universiteiten en niet-universitaire onderzoeksinstellingen. Terwijl de besturingssystemen TOPS-10 en TENEX ongeveer gelijk vertegenwoordigd waren in de Verenigde Staten, was TOPS-10 op dat moment dominant in Europa. Met de komst van TOPS-20 schakelden veel TENEX-omgevingen in Amerika snel over op TOPS-20. In Europa was dat niet het geval vanwege het lage aantal TENEX-installaties.
Parallel aan deze traditionele markt heeft het DECSYSTEM-20 met TOPS-20 dankzij zijn goede transactieprestaties een nicheplaats in de commerciële omgeving kunnen veroveren. De voordelen van interactief werken met goedkope serieel verbonden ASCII-terminals werden aanvankelijk alleen in academische omgevingen onderkend, maar ook innovatieve bedrijven maakten gebruik van deze technologie. Klanten waren onder meer ziekenhuizen en transportbedrijven. Het succes op de commerciële markt werd nog verder vergroot toen de goedkopere DECSYSTEM-2020 op basis van de KS10-processor geïntroduceerd werd.